# Johannes Tropfke

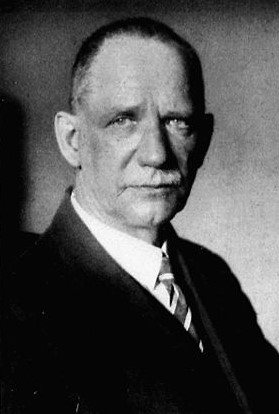
Johannes Tropfke

Johannes Tropfke (* 14. Oktober 1866 in Berlin; † 10. November 1939 ebenda) war ein deutscher Mathematiker und Lehrer. In seiner Heimatstadt war er ab 1907 lange Jahre Stadtverordneter.

## Leben
1912 wurde er zum Gründungsdirektor der Kirschner-Oberrealschule berufen, die er bis 1932 leitete. Er schrieb ab 1921 eine siebenbändige Geschichte der Elementarmathematik, die das ältere Werk von Moritz Cantor als Standardwerk ersetzte. Sie ist auch nach Tropfkes Tod in Neuauflagen ab den 1980er Jahren neu bearbeitet worden.
1930 erhielt er für die zweite Auflage seiner Geschichtsbände den Ackermann-Teubner-Gedächtnispreis. 1938 wurde er in die Académie internationale d’histoire des sciences aufgenommen.
In Anerkennung seiner Verdienste um die Mathematik verlieh ihm die Preußische Akademie der Wissenschaften 1939 die silberne Leibniz-Medaille.

## Veröffentlichungen

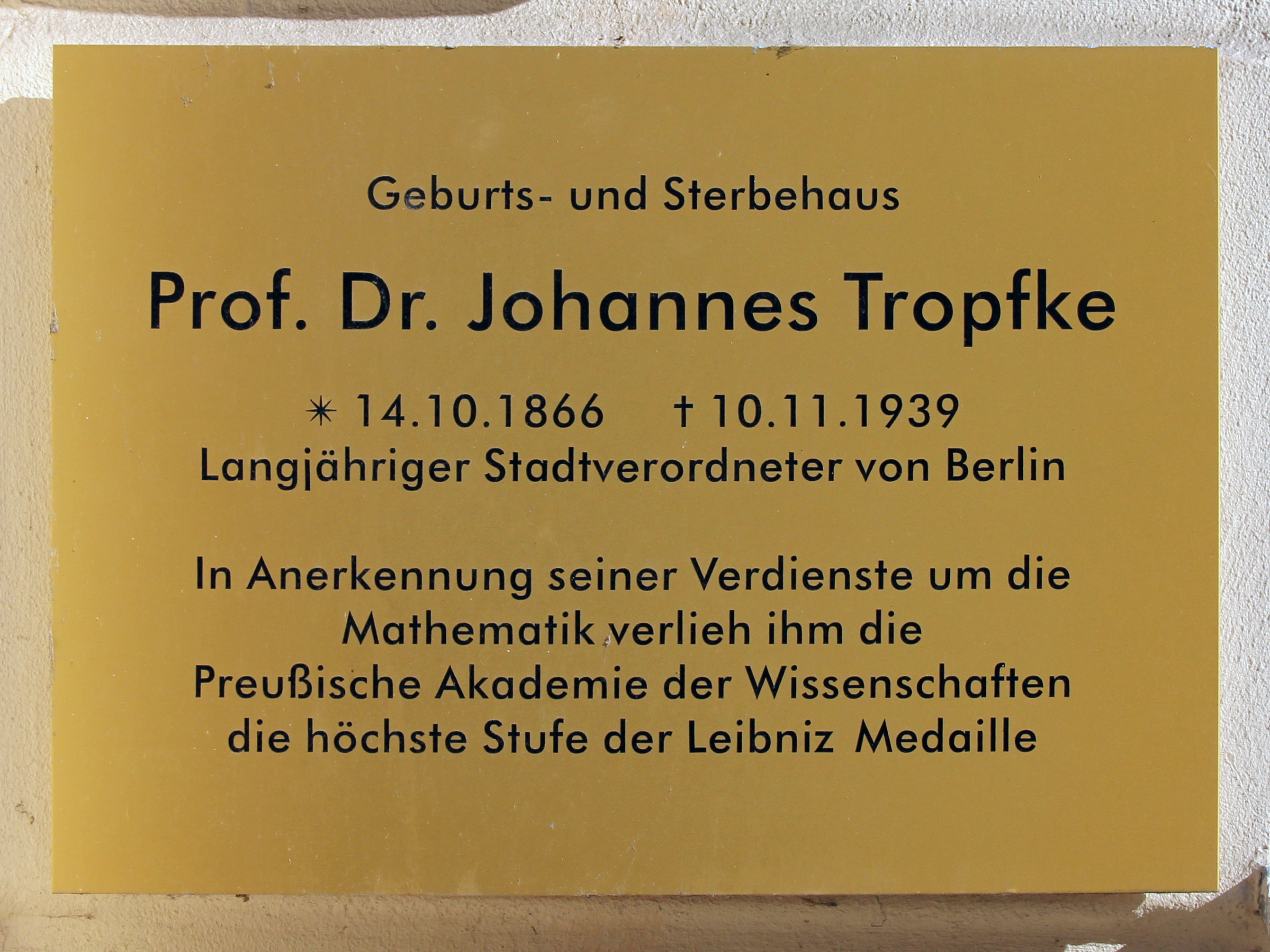
Gedenktafel, Marienstraße 14, Berlin-Mitte

- Geschichte der Elementar-Mathematik in systematischer Darstellung, 7 Bände, Berlin 1921-24, 3. Auflage in vier Bänden 1930 bis 1940, neu ab 1980 (bearbeitet von Kurt Vogel, Helmuth Gericke, Karin Reich u. a., kostenpflichtiger Online-Zugang), Walter de Gruyter Verlag, Berlin (zuerst in zwei Bänden: Band 1, 1902, online bei archive.org; Band 2, 1903, online bei archive.org)